# ラウ・ル・クルーゼ
ラウ・ル・クルーゼ（Rau Le Creuset, Raww Le Klueze）は、テレビアニメ『機動戦士ガンダムSEED』に登場する架空の人物。
担当声優は関俊彦。

## キャラクター概要
アニメーション作品『機動戦士ガンダムSEED』第1話から登場。また、『ガンダムSEED』シリーズや『ガンダム』シリーズの各種メディアミックスにも登場する。
監督である福田己津央は、インタビューに際し「彼の中には人類を滅ぼしたい自分とそうしたくない自分が同時に存在し、自分に未来が無く死期が見えていた。フレイを送り出したのは意識的に扉を開くというよりもコインを投げる賭けの感覚に近く、世界の行く末を決める重要な場面を人智を超えたところに判断を委ね、結果データは渡った為行くところまで行くしかないと考えた」という見解を示している。また、ラウは自ら機体を駆り戦いつつもある意味達観した場所から眺めており、キラが自分を止める事ができるかというゲームに興じていたとしている。最期に笑みを浮かべながら消えていったのは自分を止めた事への納得や安堵によるものだと言及している。ムウやキラに対し、「お前に討たれるなら本望だ」というような事を言っていたのもこの気持ちからである。福田は、ラウにとってキラは「憎くもあれど、自分と同じく個人の欲望で人為的に作られた影の存在として愛しくも思っていた」と説明している。
シリーズ構成を担当した両澤千晶はインタビューに際し、ラウ本人は人間らしい幸福を期待していたが、自身の身体的な運命から絶望的な思考に至ったのではないかと語っている。

## 設定の人物像
「赤服」を擁したザフト軍屈指のエリート部隊「クルーゼ隊」の隊長。自身もかつては赤服であり、現在はエリート指揮官の証である白服である。普段は仮面で素顔を隠している為「仮面の男」と呼ばれる。ザフト軍クルーゼ隊の指揮官。獅子を思わせるような癖のある毛質をしている。
地球連合軍のG兵器奪取の為、ヘリオポリスを襲撃、取り逃したG兵器の1体・ストライクと新造艦・アークエンジェルを執拗に追い、各地で戦闘を行った。
ムウ・ラ・フラガの父親・アル・ダ・フラガのクローンとして、キラ・ヤマトの父親・ユーレン・ヒビキによって生み出された。オリジナルが既に高齢と言える歳のクローン故、テロメア遺伝子の減少短縮による老化と短命という問題を抱え、細胞分裂を抑制する薬品を頻繁に服用し、それでも年齢に見合わず老化する素顔を仮面で隠している。一方で、放送時の書籍ではラウの症状が作業上のミスか故意にもたらされたかが判然としないとしている。なお、彼の素顔はオリジナルの『SEED』では最後まで視聴者側には明かされず『SEED DESTINY』のレイの回想でワンカットだけ登場するのみである。一方でリマスター版の『SEED』の方では視聴者側にも素顔は明かされており、『SEED DESTINY』の方では赤服時代の彼の素顔も明かされている。
ムウの代わりの後継者として作らせたクローンが、自身と同じ余命しか持たぬ失敗作であった為にアルはラウを捨てムウに興味を戻した。幼くして捨てられたラウは不完全な自分を生み出し捨てたアルと、それを招いた人類の競争や人間の小さな感情が肥大化した人種間の対立を憎悪し、いつしか人類対立の背中を押し、戦争の激化による人類の滅亡を望むようになる。
キラに討たれる最後の最後まで、苦痛に満ちた自分という生命を生み出した世界を憎悪し続けていたが、『ガンダムSEED DESTINY FINAL PLUS』では、最期を迎えようとしていたレイ・ザ・バレルの眼にイメージとして浮かぶ。その姿は仮面を外した素顔で、優しく微笑んでいた。
遺伝子そのものはアル・ダ・フラガの純粋なるクローンである為にナチュラルであり、なおかつクローン人間として生まれつきテロメアが短いので細胞は老化しているが、能力は本人の努力もあって上記の通りナチュラルでありながらコーディネイター社会の中ですら屈指のエリートとして突出し、その力はスーパーコーディネイターに匹敵するほどであり、実際に生涯を通じて誰からもナチュラルであることを疑われたことは無かった。

## 作中の描写
ラウはC.E.46年、L4コロニー「メンデル」のGARM R&D社の研究所を訪れたアル・ダ・フラガのオーダーに伴い、ユーレン・ヒビキ博士の手でアルの体細胞クローン「ラウ・ラ・フラガ」として同年内に誕生した。人間のクローンを創り出す行為はC.E.世界でも違法行為であり、ヒビキ博士も当初は難色を示したが、アルが「法など変わる。所詮は人が定めたものだ」と押し通し、ヒビキ博士もまたスーパーコーディネイターの研究資金を渇望していたために了承した。作らせた動機は、一人息子（ムウ）が自分よりも不仲であった妻の影響を強く受けた事に納得できず、代わりの後継者として相応しい自分を欲したというものだった。しかし、ヒビキ博士は体細胞クローニングの宿命であるテロメア遺伝子の減少短縮問題を技術的に解決できておらず、ラウは余命が短く早期に老いが訪れるという「失敗作」として誕生させられてしまった（そのうえアルは厳しい教育を施していた）。ラウが自分と同じ余命しか持たない＝後継者として役に立たない失敗作だと知るやアルは手の平を返し、彼を捨てた。どのような経緯で自らの出生に辿り着いたのかは不明であるが、ラウは身勝手な理由で自分を不遇な身体で誕生させたあげく捨てたアルを憎み、後年家を焼いて妻もろとも焼死させ、以後「ラウ・ル・クルーゼ」と名乗って生きていく事になる。
幼年の頃には、1度だけアルが妻との間に普通にもうけた息子ムウ・ラ・フラガとも対面しているがムウは覚えてはいなかった。2人はフラガ家の血統に伝わる特殊な空間認識能力を共有しており、それは後年軍に入隊後、優れたパイロットの資質として活かされる事になる。
ザフト建軍前の組織、黄道同盟に所属し、プラントでザフトが建軍されると、これに入隊する。その後、エリートの証たる赤服（ザフトレッド）を与えられて第1次連合・プラント大戦に出陣、コーディネイターが大多数の組織にあってエースパイロットとして頭角を現していった。この頃、後にプラント最高評議会議長に就任する遺伝子工学者ギルバート・デュランダルに出会い、自分と同じアル・ダ・フラガのクローンとして生み出されたレイ・ザ・バレルを保護し引き取っている。ザフトレッドの時代にデュランダルに託し、ラウの死後はデュランダルが身元引受人になっている。
また時期は不明であるが、キラ・ヤマトのプロトタイプとも言える存在のカナード・パルスを発見し、キラに敵意を持つように焚き付けていたが、絶望の中で生きる道を示したとも捉えられる。
C.E.70年2月22日の世界樹攻防戦では、モビルスーツでモビルアーマー37機・戦艦6隻を撃破。その功績を称えられネビュラ勲章を授与される。また、この時期すでにラウは、テロメアの短さ故に老いていく自らの素顔を仮面で隠していた。さらに同年6月2日、ジンハイマニューバの量産型1号機に搭乗しグリマルディ戦線で地球連合軍第三艦隊を壊滅させるなど、トップガンとして獅子奮迅の活躍を見せた。
この戦いでメビウス・ゼロ部隊所属となっていたムウと交戦し、以降双方長きに渡る因縁の存在となる。その驚異的な優秀ぶりから、周囲のザフト兵達の中には彼の実力や功績に激しい嫉妬を抱く者も数多かったが、彼が才能に溢れる優秀な人間のクローンとはいえ、実はナチュラルであった事に気づく者はいなかった。彼がナチュラルである事は、デュランダルとレイしか知らなかった。小説ではラウがどのような道を辿ってプラント・ザフトに入り、コーディネーターであるかのように振る舞ってきたのかは分からないが、その道のりは並大抵ではなかったものとムウは解釈している。また、フラガ家が代々持つ超人的な空間認識力はコーディネイター社会で生き抜くために役立ったという。
C.E.71年1月25日、地球連合軍の最新型機動兵器であるG兵器を奪取する為にクルーゼ隊を率いてヘリオポリスに侵攻、5機中4機のG兵器を奪取した。その際、ムウのメビウス・ゼロとシグーで交戦し、本人に本気で撃墜する意思があったかどうか不明であり決着は着かなかったが、MSの優秀性も相まって終始優勢を保った。
自らのようなものを生み出しながら科学の叡智や進化した種を謳い、生み出したものと生み出されたものが憎み合って戦火を広げる世界や生命を身勝手に生み出しては殺し合う人間を憎み、その滅びを加速させるべく、地球連合対プラントの戦争を利用し、総力戦争をエスカレートさせる事で双方共倒れに追い込み、人類を滅亡させようとした。そのために戦局の均衡を保ち、どちらか片方が有利にならぬよう、幾度も自身が動き工作を図っていた。オペレーション・スピットブレイクの標的地がアラスカの地球連合軍統合最高司令部のJOSH-Aである事を敵である地球連合軍に漏洩し、連合軍が秘密裏に用意していた兵器サイクロプスにより結果的に作戦に参加したザフト軍の8割が連合軍諸共壊滅するという事態を招来した。
その後、秘密裏にザフト軍の最新鋭MSであるフリーダムとジャスティスに搭載されているニュートロンジャマーキャンセラーのデータを入手、戦闘中に拉致した捕虜のフレイ・アルスター（彼女を殺さずに拉致したのは、フレイが出会い頭にクルーゼの声が自身の父親の声に似ているのを指摘した事で、クルーゼがフレイを自身のルーツに繋がる血縁の者ではないかと疑ったため。実際には他人の空似でしかなく、自身の計画に利用するに至る）と共に「最後の扉」を開く「鍵」としてブルーコスモスの盟主ムルタ・アズラエルに送り、地球連合軍の核攻撃と、その報復としてのザフト軍のガンマ線レーザー発射兵器・ジェネシスの使用を導いた。彼が実際に手を下した訳ではないが、連合・ザフト両陣営が相手を殲滅するために引いてはならない引き金を引くこととなった。
第1次連合・プラント大戦において最後かつ最大の激戦となった第二次ヤキン・ドゥーエ攻防戦では、自らプロヴィデンスに搭乗して出撃、その圧倒的な戦闘力で多数の敵機を撃墜、ムウのストライクやディアッカのバスターをキラのフリーダムと戦いつつも易々と退けた。劇中での言動から、この攻防戦で初めてドラグーン・システムの実戦操作を行ったと思われるが、同時に11基のドラグーンを使いこなしていた。小説版ではプロヴィデンスにはその時初めて搭乗した事になっているにも関わらず、機体のポテンシャルを最大限に引き出した。
キラのフリーダムとの交戦では、その圧倒的な戦闘力で互角以上の戦闘を繰り広げフリーダムのミーティアを破壊する圧倒的な技量を見せ、同時にアークエンジェルが撃沈したドミニオンから脱出したクルーが乗るシャトルをドラグーンで撃墜、キラの目の前でフレイを死亡させる。フレイの死をきっかけにキラがSEEDを発動させたのちはドラグーンを撃ち落とされていき、最後は機体の両腕を失った状態でフリーダムの特攻を受ける。二基のドラグーンで迎撃し頭や胸といったコクピット周辺にビームを直撃させるが勢いを抑えきれず、ビームサーベルでコクピットを貫かれ惜敗した。ジェネシスはアスランにより破壊され、最期は崩壊するジェネシスのガンマ線レーザーの光に焼かれ、プロヴィデンスの核爆発にフリーダムを巻き込みながら機体諸共消滅し、ラウの野望は潰えた。
なお、戦後、ユニウス条約の取り決めにより、国際法廷は開かれず地球連合/プラント両陣営それぞれで戦犯が裁かれたが、この時ラウも被疑者死亡のままプラント側の戦争犯罪人に認定されている。具体的な罪状は明らかにされていないが、ラウの搭乗機であったプロヴィデンスの発展改良型のレジェンドは戦犯の乗機だったという理由でその名を襲名するのが忌避されたと言われている。

## クローンとしてのラウ
ムウの代わりとしてアル自身の代役から、失敗作として扱われた。このこともアルや全人類を憎悪するに至ったきっかけといわれている。フラガ家の火事から本編までの空白の時間に経験したことも彼の怒りや憎しみを加速させたものと思われ、最後はもう引き返せないほどに肥大化し、その憎しみは自分自身にさえ向いた。ラウは老化を遅らせるべく細胞分裂を低減させる薬物を服用していた。しかし、その効果が切れた際の副作用は相当に激しいもので、苦悶するラウの姿が度々見られた（強力な薬物でテロメアをある程度伸ばすことは可能であるが、限界を超えて分裂させた細胞は今度はコピーミスを起こし癌化してしまう）。なお、小説版ではラウの素顔は老人のものだったという記述が存在し、身体も既にかなり老化していたと説明されている。『SEED DESTINY』ではレイ・ザ・バレルが、自分もクローンであることをシン・アスカに打ち明けた時の回想シーンの中で、ラウの仮面が外れた際の素顔が見られる。老人というほどではないが、24歳にしては顔には皺が刻まれ老けて見える。一方で「リマスター版」の方では赤服時代の素顔も描かれており、そこでは『SEED DESTINY』でのレイと同じくらい若々しいが過去の経験からかどこか年齢に不釣合いな老成した雰囲気をまとった少年だった。またラウの素顔を見た、あるいは素顔を知りたがった者は戦死するというジンクスがあり、実際ラウの素顔を知りたがっていたミゲル・アイマン及びニコル・アマルフィは共に戦死してしまい、フレイ・アルスターもラウの素顔を見てしまい、その後戦死してしまっている。過去に親しい関係であったデュランダルとレイも、最終的には戦死してしまった。結果的に、顔を直接見て生還したのはキラ・ヤマトのみであった。
アル・ダ・フラガがナチュラルのため、そのクローンであるラウも当然遺伝子的にはナチュラルである（小説版ではそうである事が書かれてあり後に監督発言でも出ている）。しかし彼がナチュラルであることを看破できたコーディネイターは皆無であり、その上コーディネイターの兵士の中でもトップガンとして活躍していたことから、本人の努力に加えナチュラルとしては極めて稀と言える高い能力を有していたようである。コーディネイター用のモビルスーツを操作しているナチュラルは、『SEED』本編ではラウただ一人である（『SEED DESTINY』ではレイ・ザ・バレルも該当）。
そのことについて『帰ってきちゃった♥SEED120%!』の『帰ってきちゃったデスティニーなぜなに質問箱』では、フラガの家系がその理由としている。実際に、アル・ダ・フラガの息子であるムウ・ラ・フラガも、ナチュラルでありながらも空間認識能力を含め高度なMS操縦技術を有しており、ナチュラル用のOSを搭載したストライクを、短期間で自らの反応に追いつけなくなるまでに乗りこなし、アカツキ搭乗時においてはザフト軍のザクやグフを多数撃破している。
この設定は初期のころからあったらしく、TCG『ガンダムウォー』での番組放映が10話程度の時に発売された彼のカードには特殊能力「CO（コーディネーター）」がなく、コストを払うと「CO」能力があとから付加されるというものだった。公式雑誌のキャラクター紹介でもナチュラルかコーディネーターか不明、薬の常用はコーディネーターとして異常といった表現がされていた。『スーパーロボット大戦J』では特殊技能に「コーディネイター」を持っているというミスがあったが、『スーパーロボット大戦W』では原作設定が反映され、ザフト軍の人物ではラウのみ「コーディネイター」技能を所有していない。

## 人間関係
ムウ・ラ・フラガとの関係
純粋な遺伝学的にはアルと同一人物である為、遺伝子上ムウはラウの息子になる。しかし、その理由を知っていたのはラウだけであり、ラウが作られる原因ともいえるムウは今までの因縁の宿敵との関係の事実を何一つ知らず、コロニー・メンデルの遺伝子技術研究所跡でラウ本人から知らされることになる。この時ラウは途中で薬の効果が切れ、脂汗を浮かべているがムウに真実を語りきった。
2人ともフラガ家の血統が持つ特殊な空間認識能力を有しており、それによってムウはメビウス・ゼロの有線式ガンバレルを、ラウはプロヴィデンスのドラグーン・システムを操っていた。その能力のせいか、戦場では互いの存在を感知できるようであり、ガンダムシリーズで言うニュータイプのような反応を示していた。互いに強い敵意を持っていたが、ラウ自身はムウに対して憎悪の中にライバル意識や自分に残された存在理由としてムウに劣るわけにはいかないという一種のコンプレックスを持っていたらしく、小説でムウが自分ではなく他者に撃破されたのを知ってやり場のない悔しさ=ムウだけは自分が倒したかったという思いを感じている描写がある。
劇中、ラウはアラスカの地球軍統合最高司令部殲滅戦において、軍上層部の指令を無視し単独アークエンジェルへ戻ろうとしていたフレイ・アルスターを保護した。本来ならば敵軍の一兵士として印象にも残らない筈だったが、フレイが「パパ?」と呟いたため、アル・ダ・フラガの関係者ではないかと思い、それを確かめるために壊滅寸前の基地から連れ出しザフト軍の軍服を着させた上で手元に置いていた。しかし実際にはなんの関係もなかったため、後にニュートロンジャマーキャンセラーの漏洩に関して利用する事となった。
ギルバート・デュランダルとの関係
続編『機動戦士ガンダムSEED DESTINY』第29話『FATES』では過去のラウ（赤服時代）とギルバート・デュランダルは友人ともいえる関係にあったことが明らかにされている。またこの時にラウが素顔を現しており、レイ・ザ・バレルと同じような金髪の美男子であった。デュランダルは遺伝子工学の権威であり、かつてメンデルの遺伝子研究所に研究員として在籍していた。そしてデュランダルから細胞分裂を抑える薬物を手に入れたり、メンデルでの研究の内容やキラの存在を知った可能性が高い。回想においてデュランダルはラウを逃れ得ぬ自らの運命に抗った者、足掻いた者と評していた。
レイ・ザ・バレルとの関係
アル・ダ・フラガのクローンとしてラウと遺伝子的に全く同じ存在であり、『機動戦士ガンダムSEEDスペシャルエディション 鳴動の宇宙編』で1カットのみ公開されたラウの素顔がレイと酷似していた。幼い時代に何らかの研究施設からラウに保護され、彼とデュランダルから人並みの愛情を与えられたレイは遺伝子上同じ存在であってもラウとは違う道を歩むことになる。また彼との関係を関俊彦氏はレイにとってラウは自分の憎しみの身代わりになっていった者とコメントしている。

## 搭乗機
- ZGMF-1017M ジンハイマニューバ（ラウ・ル・クルーゼ専用機）
- ZGMF-515 シグー
- AMF-101 ディン（ラウ・ル・クルーゼ専用機）
- ZGMF-600 ゲイツ（ラウ・ル・クルーゼ専用機）
- ZGMF-X13A プロヴィデンスガンダム

## 評価
『愛と戦いのロボット 完全保存版』で発表されたアンケート「みんなで選ぶロボットアニメーションベスト100」では、「一番極悪な悪役・敵役は？」で第26位、「一番美しい悪役・敵役は？」で第6位にランクインした。